# Колосенок, Станислав Витальевич
Станислав Витальевич Колосенок (18 января 1903, Санкт-Петербург — 6 апреля 1990, Петрозаводск) — советский деятель культуры, писатель, журналист, автор исследований по истории культуры Карелии. Председатель Управления по делам искусств Карело-Финской ССР. Заслуженный работник культуры РСФСР (1965).

## Биография

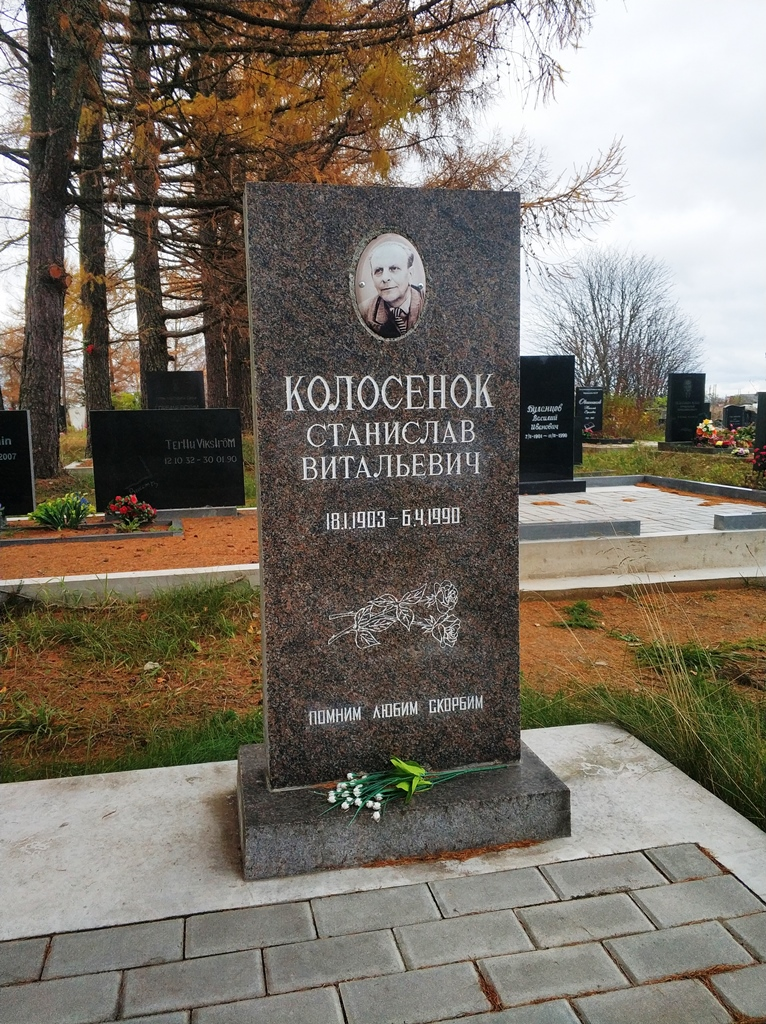
Могила на Сулажгорском кладбище

Родился в семье рабочего Путиловского завода.
В 1918 г. — помощник паспортиста Выборгского комиссариата Петрограда, рассыльный отдела народного образования Нарвского района, табельщик Путиловского завода.
В 1924 г. — окончил театральную школу Ленинградского облпрофсовета, в 1930 г. — Ленинградский техникум печати. Был актером театра «Пролетарский актёр».
С 1930 г. — заведующий отделом, ответственный секретарь газеты «Красная Карелия» в Петрозаводске.
С 1933 г. — ответственный секретарь Карельского радиокомитета, секретарь Союза писателей Карельской АССР.
В 1940 г. — первый ответственный редактор журнала «На рубеже».
С 1941 г. — председатель Карельского радиокомитета, начальник Управления по делам искусств при Совете народных комиссаров Карело-Финской ССР.
С 1951 г. заведующий отделом редакции республиканской газеты «Ленинское знамя».
С 1955 г. — референт по культуре Совета Министров Карело-Финской ССР.
С 1958 г. — заместитель министра культуры Карельской АССР.
С 1964 г. — старший инспектор по искусству министерства культуры Карельской АССР.
Избирался депутатом Верховного Совета Карело-Финской ССР I-го созыва (1940—1947), членом Петрозаводского городского комитета КПСС.
Член Союза журналистов СССР, Союза театральных деятелей СССР.
Умер 6 апреля 1990 г. Похоронен на почётном участке Сулажгорского кладбища в Петрозаводске.

## Награды
- Орден «Знак Почета»
- Медаль «За доблестный труд»
- Медаль «За победу над Германией»
- Медаль «За доблестный труд в ознаменование 100-летия со дня рождения В. И. Ленина»

## Избранные произведения
- Куллерво / Карел. гос. нац. театр ; Редколлегия: К. Н. Державин, С. В. Колосенок. — Л., 1937. — 14 с. ; 21 см. — (Декада карельского искусства в Ленинграде)
- Карельская музыка / Управление по делам искусств при СНК Карельской АССР ; Ред. кол.: И. М. Рензин, А. Е. Будяковский, С. В. Колосенок. — Л., 1937. — 24 с. ; 23 см. — (Декада Карельского искусства в Ленинграде)
- Пергамент, Р. С. (1906—1965). Папанину [Ноты] / муз. Р. Пергамента; текст С. В. Колосенок; пер. на карел. яз. Ф. Т. Исакова ; Союз советских композиторов Карелии, Карельский Республиканский Дом народного творчества. — Петрозаводск : Издание Кар. Д. Н. Т., 1938. — 3 с. ; 31 см.
- Карелия : альманах Союза писателей Карелии, кн. 4 / [ответственный редактор С. Колосенок]. — Петрозаводск : Каргосиздат, 1939. — 170 с. ; 21 см.
- Карелия : Альманах Союза совет. писателей Карелии / Редколлегия.: С. В. Колосенок и др., Кн. 5. — Петрозаводск : Карельское государственное издательство, 1940. — 129 с. ; 22 см
- Колосенок, С. В. Первый съезд советских писателей Карело-Финской СССР / С. В. Колосенок // На рубеже. — 1940. — N 5/6. — С.6-12
- Север сражается : рассказы и очерки о Карельском фронте / [составитель С. Колосенок, А. Сумилин]. — Петрозаводск : Госиздат Карело-Финской ССР, 1943. — 88 с. ; 19 см
- Колосенок, С. Искусство республики в дни войны / С. Колосенок // На рубеже. — 1945. — N 1. — С.144-151
- Колосенок, С. Пропагандисты народной музыки : к 10-летию ансамбля «Кантеле» / С. Колосенок // На рубеже. — 1947. — N 2/3. — С.54-61
- Колосенок, С. Театр художественной правды : из истории Национального театра / С. Колосенок // На рубеже. — 1947. — N 6. — С.83-93
- Колосенок, С. В. Народный артист / Ст. Колосенок // На рубеже. — 1946. — N 2/3. — С. 116—121
- Колосенок, С. В. Искусство — для народа : [к 25летию образования Карельской АССР] / С. Колосенок // На рубеже. — 1948. — N 6/7. — С. 123—134
- Колосенок, С. Народный артист П. Н. Чаплыгин / С. Колосенок. — Петрозаводск : Госиздат Карело-Финской ССР, 1948
- Колосенок, С. В. Искусство и литература Карело-Финской ССР за 25 лет / С. Колосенок ; Ред. Ф. Элиашберг. — Петрозаводск : Государственное издательство Карело-Финской ССР, 1948. — 42 с.
- Колосенок, С. Литература и искусство Карело-Финской ССР / С. Колосенок // Под знаменем сталинской Конституции : (материалы о достижениях Карело-Финской ССР за 30 лет советской власти). — Петрозаводск, 1947. — С.64-74
- Колосенок, С. Народный артист П. Н. Чаплыгин / С. Колосенок. — Петрозаводск : Государственное издательство Карело-Финской ССР, 1948. — 22 с. ; 16 см.
- Колосенок, С. Народная артистка : (к 50-летию сценической деятельности А. И. Шибуевой) / С. Колосенок // На рубеже. — 1952. — N 1. — С. 59-62
- Колосенок, С. Писатель и газета / С. Колосенок // На рубеже, 1954. — N 7. — С. 135—137
- Колосенок, С. К новым творческим успехам! : итоги смотра карельского искусства и литературы в Петрозаводске / С. Колосенок; фот. П. Беззубенко // На рубеже, 1959. — N 3. — С. 138—143 : ил.
- Колосенок, С. В. Литература и искусство Советской Карелии / С. В. Колосенок, И. М. Моносов ; Общество по распространению политических и научных знаний РСФСР. — М. : Б.и., 1959. — 36 с. ; 20 см
- Колосенок, С. Популярные очерки о карельских композиторах / С. Колосенок // На рубеже, 1961. — N 6. — С. 122—124
- Колосенок, С. Театр и современность / С. Колосенок // На рубеже. — 1961. — N 4. — С. 106—110
- Колосенок, С. В. Работники искусства — фронту // Незабываемое, Петрозаводск., 1967. — С.321-326
- Колосенок, Станислав Витальевич. Культура Советской Карелии. — Петрозаводск : Карельское книжное издательство, 1967. — 155с.
- Сборник материалов в помощь художественной самодеятельности / Комитет по делам культурно-просвет. учреждений. Управление по делам искусств при Совете министров Карело-Финской ССР ; Под ред. И. В. Власова, С. В. Колосенок, № 6. — Петрозаводск : Государственное издательство Карело-Финской ССР, 1948. — 115 с. ; 22 см
- Колосенок, С. За полвека : (к 50-летию русского драматического театра в Карелии) / С. Колосенок, И. Леонтьев // На рубеже. — 1958. — N 1. — С. 171—182 : ил.
- Колосенок, С. В. Культура Советской Карелии / С. Колосенок, И. Моносов. — Петрозаводск : Государственное издательство КАССР, 1959. — 116с. : ил.
- Пахомова, М. Летопись литературной жизни Карелии за 40 лет (1917—1957), ч. 2, 1941—1957 гг. / М.Пахомова, Н. Полищук ; Карел. филиал Академии наук СССР, Ин-т языка, литературы и истории; [научная редакция С. В. Колосенка, Н. М. Яккола]. — Петрозаводск : [б. и.], 1959. — 272 с. ; 29 см
- Колосенок, С. В. Три недели в Финляндии : [гастроли артистов Карелии в Финляндии] / С. Колосенок // Ленинская правда. — 1961. — 27 сент.
- Норин, С. К. Родной берег : Рассказы и очерки / Сергей Норин ; Автор предисловия С. Колосенок. — Петрозаводск : Госиздат КАССР, 1962. — 178 с. : 1 л. портр. ; 20 см.
- Колосенок, С. Искренне и дружелюбно / С. Колосенок // На рубеже, 1963. — N 2. — С. 120—121. — Рец. на кн. : Плотников В. Изобразительное искусство советской Карелии.-Москва, 1961
- Колосенок, С. В. Культура Советской Карелии / С. Колосенок, И. Моносов. — Петрозаводск : Карельское книжное издательство, 1967. — 153, [2] с. : ил. ; 21 см. — На обл. авт. не указан. — Библиогр. в подстроч. примеч.
- Колосенок, С. В. Театр нашего города / С. Колосенок. — Петрозаводск : Карелия, 1972. — 64 с. : ил. ; 22 см
- Колосенок, С. В. Души исполненный полет… / Ст. Колосенок // Поиск : очерки о наших современниках. — Петрозаводск, 1972. — С.177-182
- Колосенок, Ст. Встречи с Ф. И. Шаляпиным / С. Колосенок // Ленинская правда. — 1973. — 11 февр.
- Колосенок, С. «Пою моё отечество, республику мою». Встречи с Владимиром Маяковским / С. Колосенок // Ленинская правда. — 1973. — 22 июля.
- Колосенок, С. В. 30-е годы // На фронте мирного труда : воспоминания участников социалистического строительства в Карелии, 1920 −1940. — Петрозаводск, 1976. — С.264-274
- Рубан, Н. О. Всю войну на колесах : Воспоминания о прифронтовом театре / Н. Рубан ; Вступительная статья С. В. Колосенок. — Петрозаводск : Карелия, 1983. — 80 с. : ил. ; 21 см
- Колосенок, С. В. Её биография — театр : очерк о творческом пути народной артистики СССР Е. С. Томберг / С. В. Колосенок, М. М. Митрофанова. — Петрозаводск: Карелия, 1984.
- Колосенок, С. Второе рождение «Кантеле»: [о гос. ансамбле «Кантеле»] / С. Колосенок // Ленинская правда. — 1986. — 21 марта.
- Колосенок, С. На языках народов СССР: [о 1- м Всесоюз. радиофестивале нар. творчества / С. Колосенок // Ленинская правда. — 1986. — 4 апр.